# Centrogone purpurea
Centrogone purpurea là một loài bướm đêm trong họ Noctuidae.